# Montezumia obscura
Montezumia obscura är en stekelart som beskrevs av Edoardo Zavattari 1912.
Montezumia obscura ingår i släktet Montezumia och familjen Eumenidae. Inga underarter finns listade i Catalogue of Life.